# エストリマ
エストリマ（伊: Estrima）は、イタリアの小型電気自動車を製造する企業。

## 概要
普通自動車の免許で公道を運転できるミニカーの規格の電気自動車を開発、生産する。

## 製品

### BIRO
リチウムイオン電池を搭載しており、全幅1030×全長1740×全高1560mmで2人乗りだが、日本国内で公道を走行する場合には1人の乗車のみ可能。